# Wilhelm Flensburg

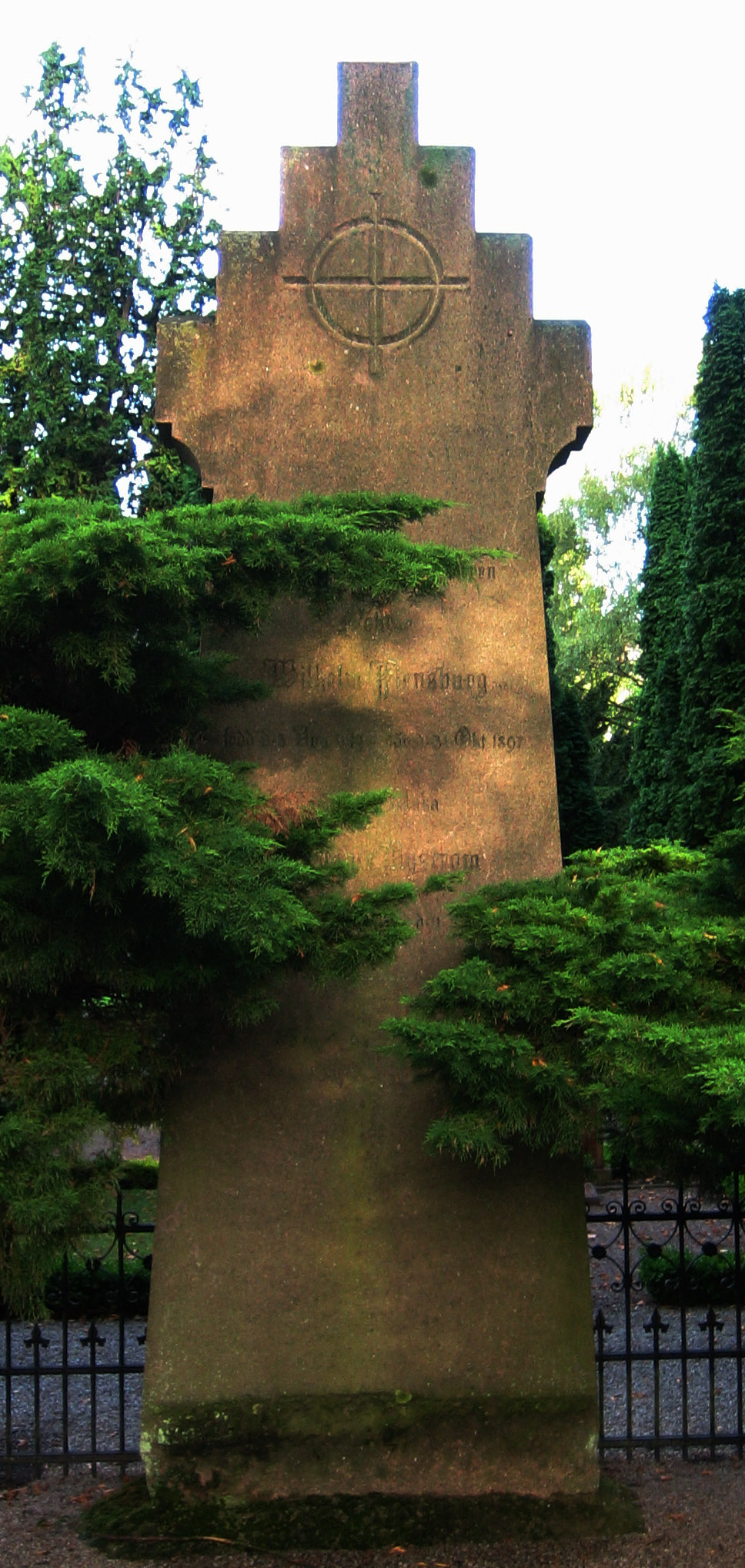
Wilhelm Flensburgs grav på Norra kyrkogården i Lund.

Wilhelm Flensburg, född 3 augusti 1819 i Södra Rörums socken, Malmöhus län, död 31 oktober 1897, var en svensk teolog, politiker och kyrkoman. Han var brorson till Mathias Flensburg.
År 1834 blev Flensburg student vid Lunds universitet och 1841 filosofie magister. År 1847 förordnades han till docent i systematisk teologi, prästvigdes 1849 och utnämndes samma år till teologie adjunkt samt kyrkoherde i Stångby prebendepastorat. Efter att på förordnande ha skött åtskilliga professurer inom teologiska fakulteten utnämndes han 1858 till professor i dogmatik och moralteologi samt till kyrkoherde i Hällestads prebendepastorat. År 1860 blev han teol. doktor., var vid riksdagen 1865-1866 fullmäktig för Lunds stift samt utnämndes 1865 till biskop över nämnda stift och prokansler för Lunds universitet. Vid jubelfesten i Lund 1868 var Flensburg promotor inom teologiska fakulteten. Såsom självskriven ledamot deltog Flensburg 1868, 1873, 1878 och 1883 i kyrkomötena och var vid de två sistnämnda vice ordförande i kyrkolagutskottet. Av sjukdom hindrades han att bevista de följande kyrkomötena. Han tillhörde även den kommitté, som tillsattes 1872 för att ombesörja en revision av 1686 års kyrkolag.
Flensburg var, jämte Ebbe Gustaf Bring och Anton Niklas Sundberg, redaktör för Svensk kyrkotidning (1855-63) och utgav för övrigt från trycket åtskilliga akademiska avhandlingar och program samt predikningar och religiösa tal. Bland de förra märkas De vero sensu parabolce Lucce XVI:19-31 (1849), Om Guds allestädes närvarelse (1847), Kritisk framställning af Schleiermachers lära om försoningen (1865), Om den naturliga viljans förmåga i andligt hänseende (1868) med flera. Efter hans död ha utkommit Kyrkliga tal (1897-98).
Wilhelm Flensburg gifte sig 1854 med Constance Carolina Nyström och fick åtta barn, bland andra professorn i sanskrit Nils Flensburg och kunglige livmedikusen Carl Flensburg. Ytterligare en son, Ebbe Gustaf Flensburg, blev vice häradshövding. Av biskopens döttrar gifte Maria sig med blivande biskopen Otto Ahnfelt och Gustafva sig med juris professor Pehr Assarsson. Dottern Constance var gift först med skolmannen Bengt J:son Bergqvist och därefter med botanikern och journalisten Ernst Ljungström.
Flensburg är begravd på Norra kyrkogården i Lund.